# Worcester Warriors
Worcester Warriors – angielska zawodowa drużyna rugby union z miasta Worcester. Stadionem domowym drużyny jest Sixways Stadium. Klub został założony w roku 1871 przez opata Francisa Johna Elda.

## Historia
W latach 1871–1873 swoje mecze Wojownicy rozgrywali na Somerset Place, aby przenieść się na stadion przy New Road w Pitchcroft który dzielili z Worcestershire County Cricket Club. W roku 1896 klub zawiesił działalność wznawiając swoją działalność w 1908.
W latach 30. XX wieku klub miał problemy z boiskiem, tuż przed wojną wpłacił nawet depozyt pod budowę nowego boiska naprzeciw Ketch Inn w Kempsey, przez wojnę zaliczka przepadła i klub dalej borykał się z problemami z boiskiem.
Pod koniec lat 40 klub po raz kolejny się przeprowadził, tym razem do Old Talbot Hotel w Sidbury (siedziba) oraz Bilford Road (boisko). Klub zakupił boisko Bevere 5 września 1956.
Przeprowadzka na Sixways Stadium oficjalnie miała miejsce 4 września 1975. W sezonie 2003/04 zespół awansował po raz pierwszy do Premiership po sezonie w National Division One w którym nie przegrali żadnego meczu, co było pierwszym takim przypadkiem w historii rozgrywek.

## Trofea
- British and Irish Cup 
  - Mistrzostwo: 2014-15[4]